# Ciapkapusta
Ciapkapusta – śląskie danie przygotowywane z purée ziemniaczanego i kapusty, zwykle kiszonej. Do ciapkapusty dodaje się podsmażony i pokrojony w kostkę boczek, kiełbasę lub zrumienioną cebulę. Potrawa ta zwykle podawana jest z mięsem (często z żeberkami).
Jest to jedna z potraw, które znajdują się na Wigilijnym stole.
Nazwa pochodzi ze śląskiego słowa ciaprać, czyli chlapać, brudzić, ale także mieszać.
Inne nazwy to: ciaperkapusta, ciaperkrałt, ciaprówa, pańczkrałt, ciamkrałt lub panczkrałt (Opolszczyzna: region opolski, brzeski i krapkowicki), klaplastra, ćpocha.
Danie zostało wpisane na listę produktów tradycyjnych 17 maja 2010 roku przez Ministerstwo Rolnictwa i Rozwoju Wsi w kategorii Gotowe dania i potrawy w województwie śląskim.